# Leopoldstraße
Leopoldstraße è un grande corso di Monaco di Baviera, che parte dal quartiere di Maxvorstadt, attraversa Schwabing e conduce a Milbertshofen. Si tratta del prolungamento di Ludwigstraße, che dal Siegestor cambia nome in Leopoldstraße. La via passa per la Münchner Freiheit per poi continuare verso la periferia nord di Monaco.  
La via è dedicata a Leopoldo di Baviera, figlio del Principe Reggente Luitpold di Baviera.

## Lungo la Leopoldstraße si trovano
- The Walking Man di Jonathan Borofsky.
- Chiesa antroposofica di Monaco di Baviera
- la assicurazione Munich Re

## Galleria d'immagini

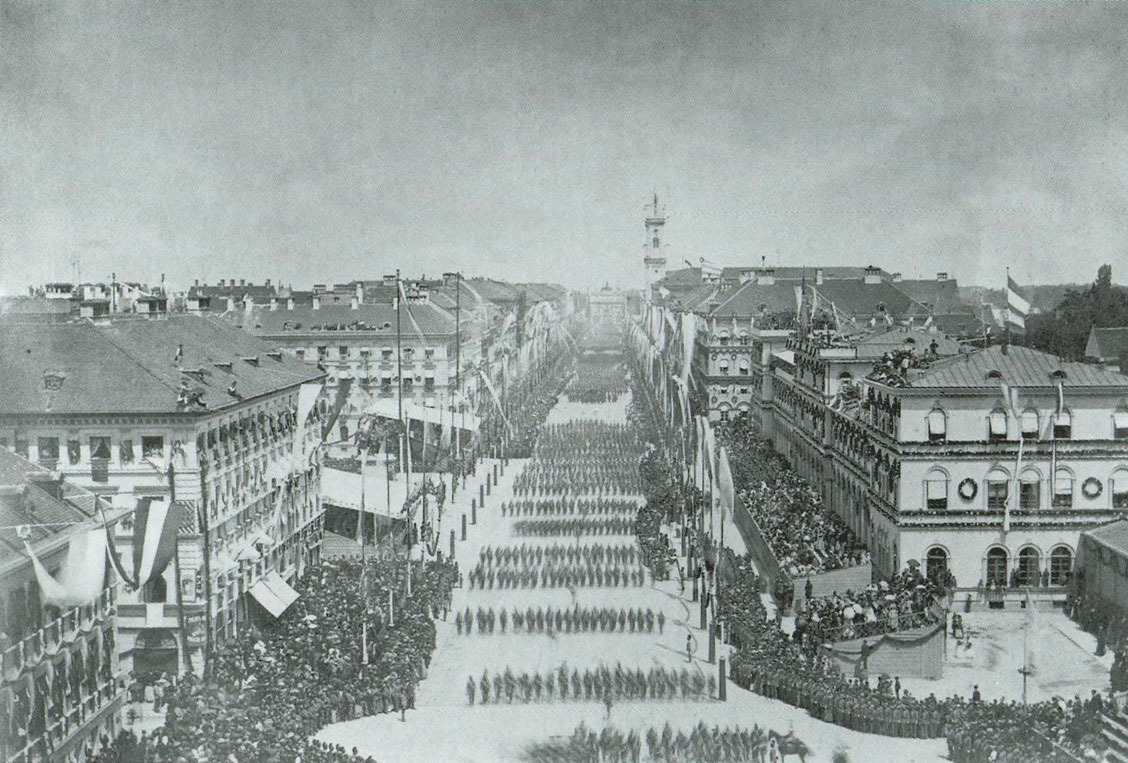
Le truppe prussiane entrano in città alla fine della Guerra franco-prussiana (1871)
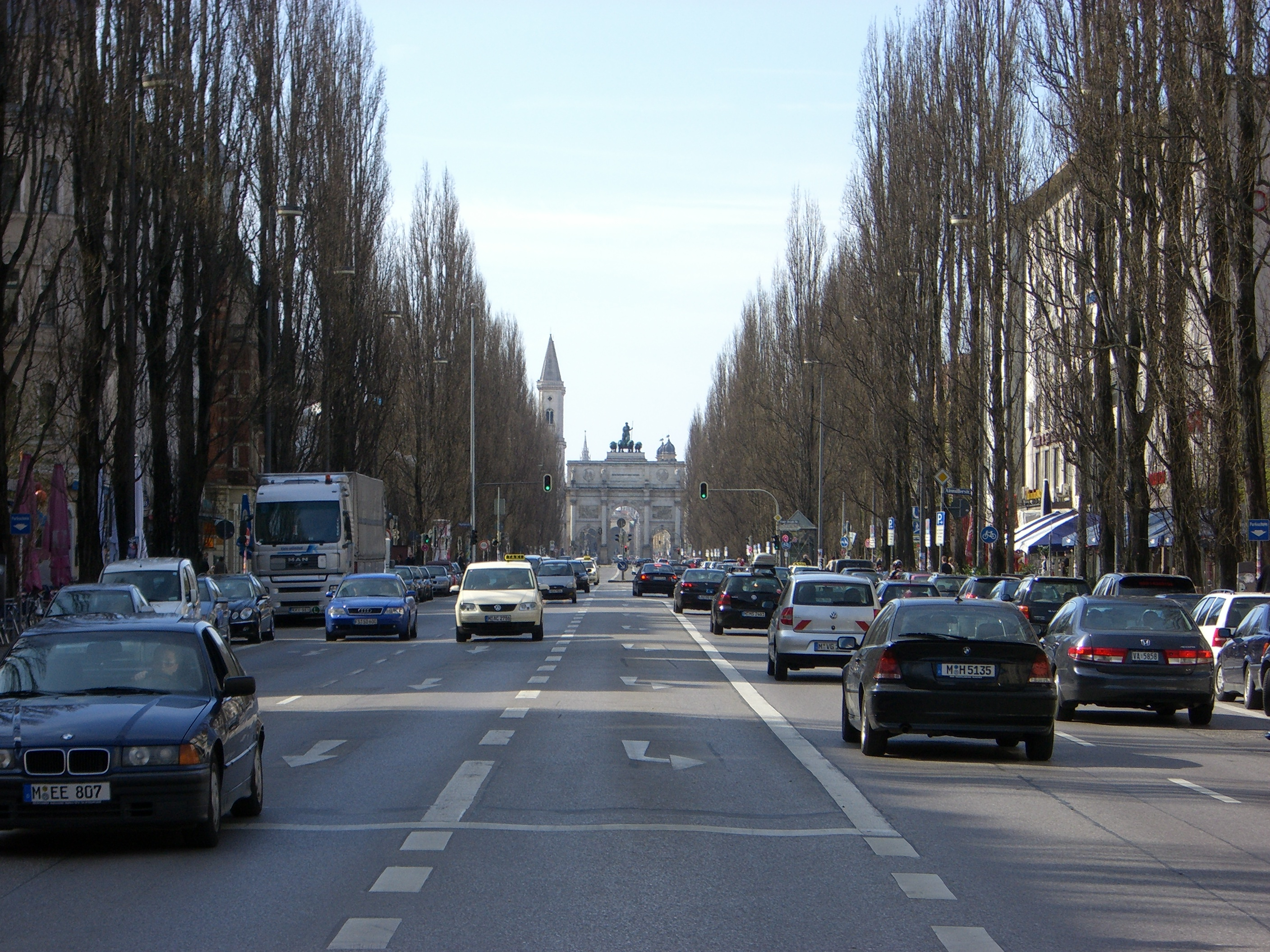
Leopoldstraße verso il Siegestor.
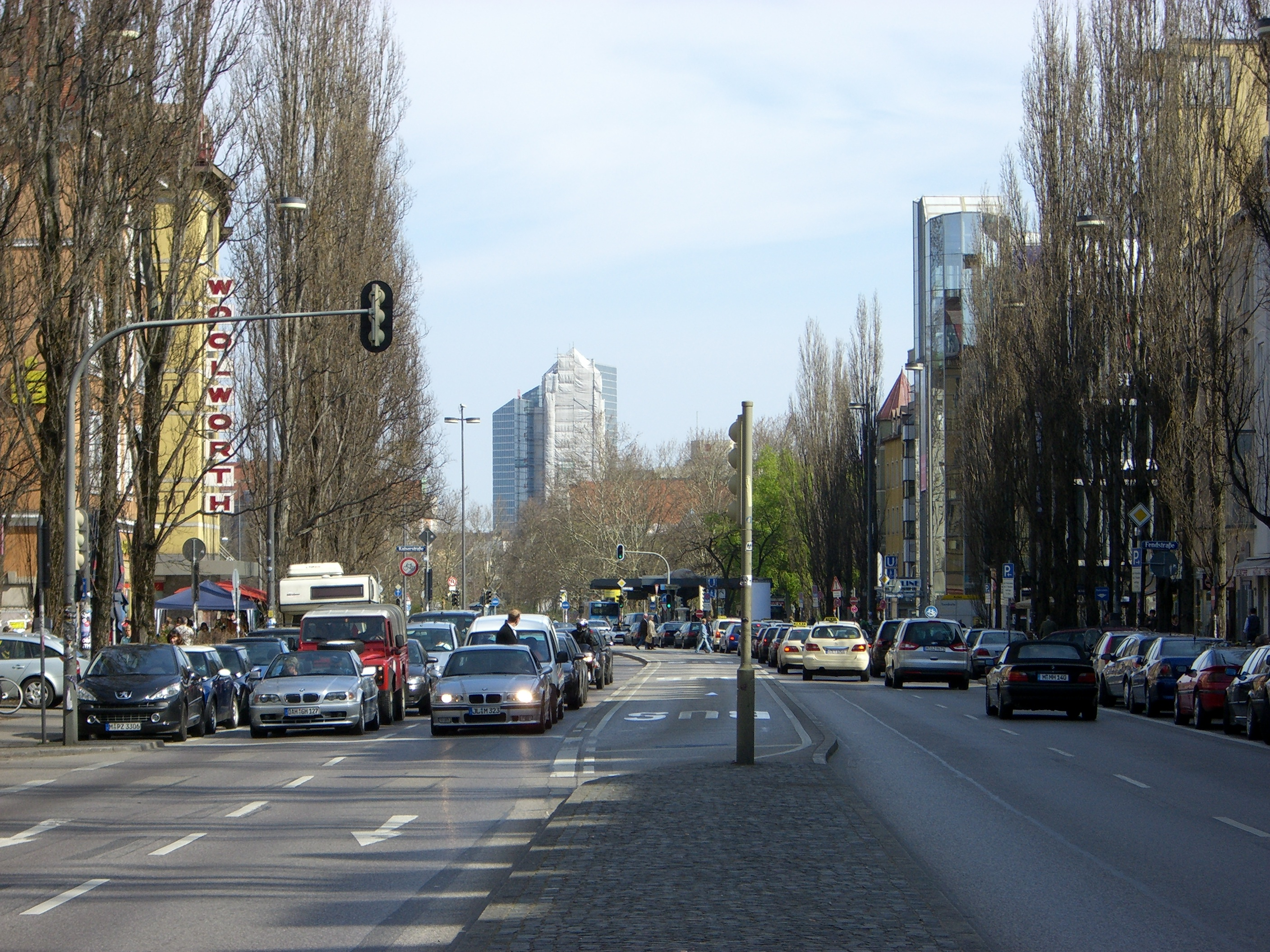
Leopoldstraße verso Münchner Freiheit
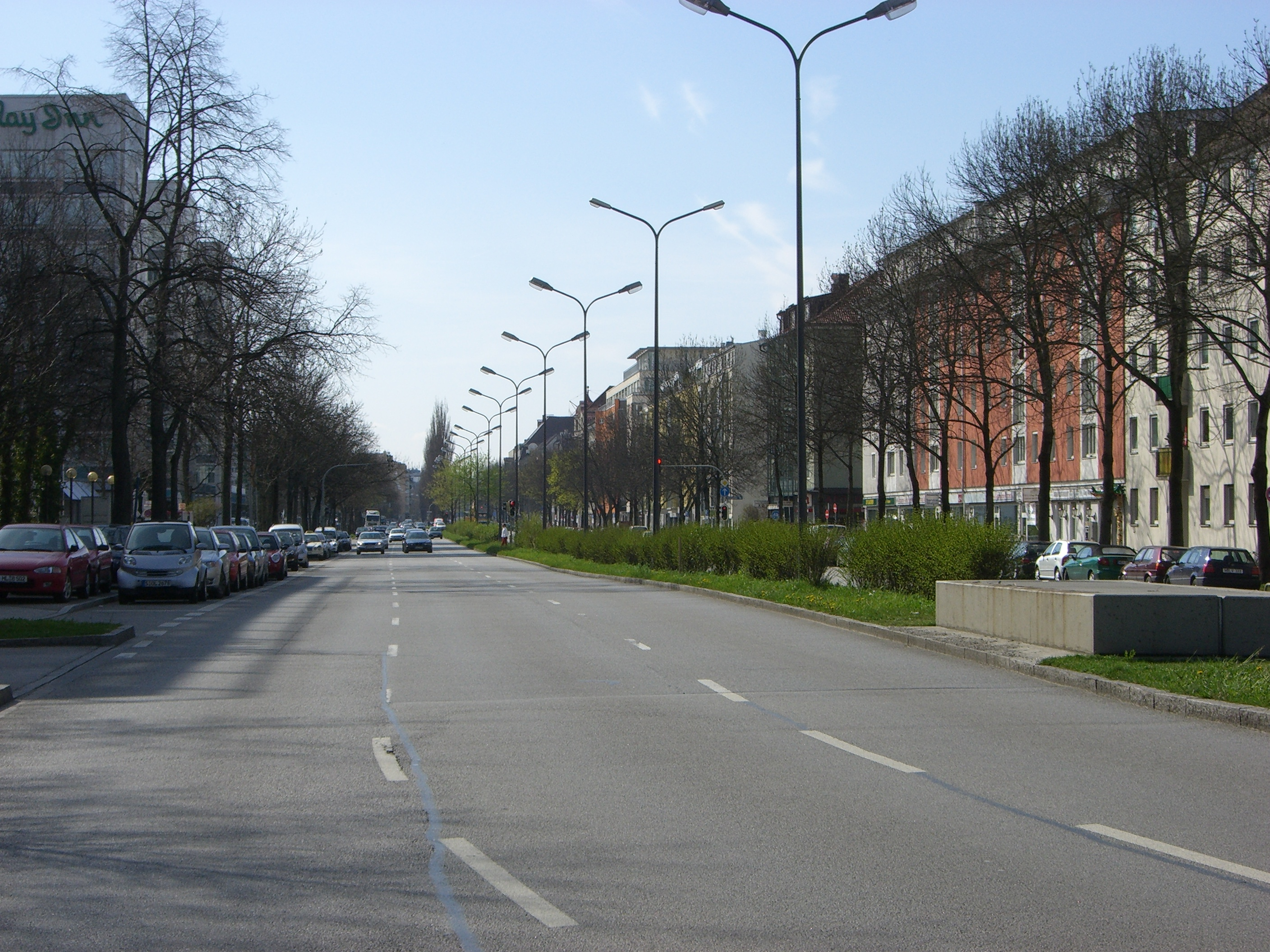
Leopoldstraße in periferia